# Distrito electoral federal 5 de Guanajuato
El V Distrito Electoral Federal de Guanajuato es uno de los 300 Distritos Electorales en los que se encuentra dividido el territorio de México para la elección de diputados federales y uno de los 15 en los que se divide el estado de Guanajuato. Su cabecera es la ciudad de León.
Desde la distritación de 2005, el Quinto Distrito Electoral de Guanajuato está conformado por el sector noroeste del municipio de León, siendo uno de los tres distritos en que se divide el municipio y cubre un tercio de la ciudad de León.

## Distritaciones anteriores

### Distritación 1996 - 2005
Entre 1996 y 2005 el Quinto Distrito ocupaba el tercio suroeste del municipio de León.

## Diputados por el distrito
| Diputado | Diputado                            | Grupo parlamentario | Legislatura     | Periodo     |
| -------- | ----------------------------------- | ------------------- | --------------- | ----------- |
|          | José Linares                        |                     | III             | 1863 - 1865 |
|          | Francisco R. Gallaga                |                     | IV              | 1867 - 1868 |
|          | Victoriano Espinola                 |                     | V               | 1869 - 1871 |
| Vacante  | Vacante                             | Vacante             | VI VII          | 1871 - 1875 |
|          | Ignacio Sanabria                    |                     | VIII            | 1875 - 1878 |
|          | José Miguel Malo                    |                     | IX              | 1878 - 1880 |
|          | Vicente Herrero                     |                     | X               | 1880 - 1882 |
|          | José Mena                           |                     | XI              | 1882 - 1884 |
|          | Alberto Malo                        |                     | XII             | 1884 - 1886 |
|          | Ángel Ortiz Monasterio (Suplente)   |                     | XIII            | 1886 - 1888 |
|          | Ramón Alcaraz                       |                     | XIV             | 1888 - 1890 |
|          | Fernando González                   |                     | XV              | 1890 - 1892 |
|          | Antonio Rivas Mercado               |                     | XVI             | 1892 - 1894 |
|          | Ramón Alcaraz                       |                     | XVII            | 1894 - 1896 |
|          | Ignacio Ibargüengoitia              |                     | XVIII           | 1896 - 1898 |
|          | Lorenzo Elízaga                     |                     | XIX XX XXI XXII | 1898 - 1906 |
| Vacante  | Vacante                             | Vacante             | XXIII           | 1906 - 1908 |
|          | Lorenzo Elízaga                     |                     | XXIV XXV        | 1908 - 1912 |
|          | Carlos Vargas Galeana               |                     | XXVI            | 1912 - 1913 |
|          | David Peñaflor                      |                     | Constituyente   | 1916 - 1917 |
|          | Reynaldo Narro                      |                     | XXVII           | 1917 - 1918 |
|          | José Luis Patiño                    | HLJ                 | XXVIII          | 1918 - 1920 |
|          | Manuel Ortiz                        |                     | XXIX XXX        | 1920 - 1924 |
|          | Felipe Muñoz                        |                     | XXXI            | 1924 - 1926 |
|          | Ernesto Hidalgo Ramírez             |                     | XXXII           | 1926 - 1928 |
|          | Enrique Romero Courtade             | PRG                 | XXXIII XXXIV    | 1928 - 1932 |
|          | Jesús Yáñez Maya                    |                     | XXXV            | 1932 - 1934 |
|          | Basilio Ortega                      |                     | XXXVI           | 1934 - 1937 |
|          | Francisco Vallejo                   |                     | XXXVII          | 1937 - 1940 |
|          | Ernesto Gallardo S.                 |                     | XXXVIII         | 1940 - 1943 |
|          | José R. Velázquez Nuño              |                     | XXXIX           | 1943 - 1946 |
|          | Manuel Alemán Pérez                 |                     | XL              | 1946 - 1949 |
|          | Benjamin Méndez Aguilar             |                     | XLI             | 1949 - 1952 |
|          | Ernesto Gallardo Sánchez            |                     | XLII            | 1952 - 1955 |
|          | Alfonso Fernández Monreal           |                     | XLIII           | 1955 - 1958 |
|          | Fernando Díaz Durán                 |                     | XLIV            | 1958 - 1961 |
|          | Eliseo Rodríguez Ramírez            |                     | XLV             | 1961 - 1964 |
|          | Vicente Salgado Páez                |                     | XLVI            | 1964 - 1967 |
|          | Ignacio Vázquez Torres              |                     | XLVII           | 1967 - 1970 |
|          | Bonifacio Ibarra Morales            |                     | XLVIII          | 1970 - 1973 |
|          | José Luis Estrada Delgadillo        |                     | XLIX            | 1973 - 1976 |
|          | Aurelio Garcia Sierra               |                     | L               | 1976 - 1979 |
|          | Jorge Martínez Domínguez            |                     | LI              | 1979 - 1982 |
|          | Rubén García Farías                 |                     | LII             | 1982 - 1985 |
|          | Eliseo Rodríguez Ramírez            |                     | LIII            | 1985 - 1988 |
|          | Rubén García Farías                 |                     | LIV             | 1988 - 1991 |
|          | Juvenal Medel Ledezma               |                     | LV              | 1991 - 1994 |
|          | Pascual Ramírez Córdova             |                     | LVI             | 1994 - 1997 |
|          | Arturo Ontiveros y Romo             |                     | LVII            | 1997 - 2000 |
|          | Miguel Gutiérrez Hernández          |                     | LVIII           | 2000 - 2003 |
|          | Mario Dávila Aranda                 |                     | LIX             | 2003 - 2006 |
|          | Éctor Jaime Ramírez Barba           |                     | LX              | 2006 - 2009 |
|          | Lucila del Carmen Gallegos Camarena |                     | LXI             | 2009 - 2012 |
|          | Diego Sinhue Rodríguez Vallejo      |                     | LXII            | 2012 - 2015 |
|          | Viridiana Lizette Espino Cano       | 2015                | LXII            |             |
|          | Alejandra Reynoso Sánchez           |                     | LXIII           | 2015 - 2018 |
|          | Éctor Jaime Ramírez Barba           |                     | LXIV LXV        | 2018 -      |

## Resultados electorales

### 2018
|  | 55.79 % |

|  | 11.24 % |

|  | 8.16 % |

|  | 2.19 % |

|  | 18.96 % |

|  | 0.07 % |

|  | 3.56 % |

|  | 100.00 % |

### 2009
|  | Partido Acción Nacional                       |  | Lucila del Carmen Gallegos Camarena |
|  | Partido Revolucionario Institucional          |  | Aurelio Martínez Velázquez          |
|  | Partido de la Revolución Democrática          |  | Lilia del Carmen López Cabrera      |
|  | Coalición Salvemos a México (PT-Convergencia) |  | Marta Aviña Ríos                    |
|  | Partido Verde Ecologista de México            |  | José Israel Gutiérrez Ramírez       |
|  | Partido Nueva Alianza                         |  | Fidel Villegas Martínez             |
|  | Partido Socialdemócrata                       |  | Horacio de la Vega Pohls            |